# Pat Summerall
George Allen Summerall, detto Pat (Lake City, 10 maggio 1930 – Dallas, 16 aprile 2013), è stato un giocatore di football americano e conduttore televisivo statunitense.

## Biografia
Summerall giocò a football all'Università dell'Arkansas e poi nella National Football League (NFL) dal 1952 al 1961. Fu scelto nel Draft NFL 1952 dai Detroit Lions, dove giocò con Bobby Layne, vincendo subito il campionato NFL nella sua prima annata. Le migliori stagioni della carriera però le disputò come placekicker dei New York Giants. Dopo il ritiro fu un commentatore per CBS lavorando accanto a Tom Brookshier e John Madden. I suoi sedici Super Bowl commentati in carriera sono il massimo della storia.
Sua figlia, Susie Wiles, fu la prima donna ad essere nominata capo di gabinetto della Casa Bianca.

## Palmarès

### Franchigia
1
Detroit Lions: 1952

## Statistiche
| Field goal tentati | 212 |
| Field goal segnati | 100 |